# Valeriano Bernal
Valeriano Bernal Leo (Algodonales, 27 de noviembre de 1938-30 de enero de 2018) fue un lutier español de guitarra española de reconocido prestigio entre los guitarristas flamencos. Único heredero de la escuela gaditana de constructores de guitarra flamenca, conocido por sus innovaciones en la construcción de la guitarra para conseguir un sonido flamenco propio.

## Biografía
En 1952, a la edad de 14 años, construyó su primera guitarra, la cual vendió por 500 pesetas. A partir de entonces supo que construir guitarras sería el trabajo de su vida. 
Tras varios años trabajando en Noruega, a finales de 1962 se estableció en Bélgica para trabajar en lo que más le gustaba, la madera. Durante ese tiempo construía guitarras y hacía repararaciones en su tiempo libre, hasta que una vez transcurrido el periodo establecido por las leyes belgas, pudo abrir su propio taller en 1968 en Wavre a 20 km de Bruselas. En 1970 se estableció en Bruselas. Los mejores guitarristas de la época tanto clásicos como flamencos pasaron por su taller. 
En 1976 regresó a España, para establecerse en su Algodonales natal. Pero en 1977 decide abrir un taller en Jerez de la Frontera para darse más rápido a conocer. En Jerez de la Frontera, cuna de grandes guitarristas flamencos, estos le transmitieron sus necesidades con respecto a la guitarra y el supo encontrar un sonido flamenco propio que triunfó y le dio fama internacional. 
En 1982 regresó a Algodonales e instaló su taller en la calle Ubrique, número 8, donde hoy día se siguen construyendo sus guitarras de forma totalmente artesanal. 
Los guitarristas más prestigiosos del pasado y presente del flamenco han tocado con sus guitarras, entre los que cabe destacar a: Paco Cepero, Manolo Sanlúcar, Gerardo Núñez, Dani de Morón, José Antonio Rodríguez, Carlos Ledermann, Alejandro Sanz, Kiko Veneno, etc.
Padre de tres hijos, su legado continúa en la figura de su hijo Rafael Bernal Gil —«Rafa de Valeriano»—, único en su familia que sigue el oficio de la construcción de guitarras. De hecho, él publicó un nuevo sistema de barras armónicas basado en trabajos de su padre, llamado el sistema Valeriano.